# Vienenburg
Vienenburg là một đô thị ở huyện Goslar, trong bang Niedersachsen, Đức. Đô thị này có diện tích 71,14 km², dân số cuối năm 2006 là 11.115 người. Đô thị Vienenburg năm về phía bắc của dãy núi Harz bên sông Oker, cự ly khoảng 10 km về phía đông bắc của Goslar. Các đô thị giáp ranh là: Bad Harzburg và Schladen. Nhà ga tàu hỏa đã được xây năm 1840, là nhà ga cổ nhất còn giữ được ở Đức. Nằm trong khu vực chủ yếu là nông nghiệp, thị xã này nổi tiếng với sản phẩm phô mát Harzer, dù việc sản xuất đã được chuyển đến Sachsen năm 2004.
Đô thị này gồm thị xã Vienenburg và các làng Immenrode, Lengde, Weddingen, Lochtum và Wiedelah.

## Dân địa phương nổi bật
- Christoph Gudermann (25 tháng 3 năm 1798 – 25 tháng 9 năm 1852), nhà toán học.

## Kết nghĩa
- Forres, Scotland, Vương quốc Anh